# Verwandtenselektion
Verwandtenselektion (englisch kin selection; auch: Sippenselektion) bezeichnet in der Evolutions- und Soziobiologie eine Erweiterung der Theorien der natürlichen Auslese (biologischen Selektion). Im Rahmen der Theorie der Gesamtfitness (vergleiche biologische Fitness) will die Verwandtenselektion eine Erklärung liefern für die Vererbung von kooperativem und selbstlosem Verhalten zwischen Lebewesen. Wenn beispielsweise ein Tier seinen Verwandten dabei hilft, ihre Nachkommen aufzuziehen, fördere dies das Weiterbestehen und die zukünftige Verbreitung seiner eigenen Erbinformationen.
Das Ausmaß an selbstlosem Verhalten (Altruismus) richtet sich dabei nach dem Verwandtschaftskoeffizienten (Grad der Verwandtschaft): Je enger Tiere miteinander verwandt sind, desto häufiger ist selbstloses Verhalten anzutreffen. Erklärt wird diese Tatsache mit der höheren Wahrscheinlichkeit, durch Verwandtenhilfe die eigenen Gene in nachfolgenden Generationen weiterbestehen zu lassen. Die Theorie der Verwandtenselektion wurde von den britischen Theoretischen Biologen John Maynard Smith (1964) und William D. Hamilton entwickelt. Sie wird aber auch in Frage gestellt (siehe unten).

## Gesamtfitness
Gesamtfitness = direkte Fitness + indirekte Fitness
Die genetische Gesamtfitness (inclusive fitness), der genetische Erfolg eines Lebewesens, misst sich an der Anzahl der eigenen Gene, die in der nachfolgenden Generation vorhanden sind. Sie setzt sich zusammen aus der direkten Fitness, der Anzahl der Gene, die durch eigene Nachkommen weitergegeben wird, und der indirekten Fitness, der Anzahl der eigenen Gene, die über Verwandte an die nächste Generation weitergegeben wird. Ein Individuum, das die Fortpflanzungschancen eines nahen Verwandten erhöht, kann somit eine Erhöhung seiner eigenen Gesamtfitness bewirken (bedeutet: genetischer Erfolg).
Die Förderung anderer Individuen kann für die eigene Fortpflanzungsrate neutral sein, oder sich sogar positiv auf diese auswirken (Beispiel: Hilfe auf Gegenseitigkeit). In diesen Fällen addieren sich direkte und indirekte Fitness zur Gesamtfitness auf. Dann, wenn die Hilfe die eigene direkte Fortpflanzungsrate vermindert, also mit Kosten in Bezug auf die reproduktive Fitness verbunden ist, wird dies als Altruismus (im biologischen Sinn) bezeichnet. Dieser Altruismus ist nur dann erfolgreich und breitet sich in Populationen aus, wenn der Nutzen für die Genweitergabe, den das altruistische Verhalten zeigt, größer ist als die Kosten, die dafür aufgebracht werden (Hamiltons Regel).
Mathematisch ausgedrückt muss das Verhältnis von Nutzen (B) zu Kosten (C) größer sein als 1 dividiert durch den Verwandtschaftsgrad.
{\displaystyle {\frac {B}{C}}>{\frac {1}{r}}\ \Leftrightarrow \ r\cdot B>C}
Dabei sind B der Nutzen (benefit), C die Kosten (cost) und r der Verwandtschaftskoeffizient (relatedness).
Unter Einbeziehung der verschiedenen Verwandtschaftsgrade zum Empfänger und zu den eigenen Nachkommen ergibt sich folgende Formel (Hamilton’s rule):
{\displaystyle r_{B}\cdot B>r_{C}\cdot C}
wobei {\displaystyle r_{B}} der Verwandtschaftsgrad des Gebers zu den Nachkommen des Empfängers und  {\displaystyle r_{C}} Verwandtschaftsgrad des Gebers zu den eigenen Nachkommen ist.
Beispiele
 Beispiel 1: Ein Tier, das auf zwei eigene Nachkommen verzichtet (C = 2), dafür aber einem Geschwister (Verwandtschaftsgrad zwischen Geschwistern bei diploiden Organismen r = 0,5) hilft, fünf zusätzliche Nachkommen (B = 5) zu bekommen, hat eine höhere Gesamtfitness als ein Tier, das „egoistisch“ nicht hilft.
{\displaystyle r\cdot B>C}
{\displaystyle 0{,}25\cdot 5>0{,}5\cdot 2}
 Beispiel 2: Wenn ein Mensch sein Leben opfert, aber zwei Geschwister dafür überleben, macht das für seine Gene keinen Unterschied; rettet er drei Geschwister, ist das für seine Gene ein Gewinn. Aus Sicht der Gesamtfitness sollte eine Person ihr Leben opfern, wenn sie dadurch mehr als zwei ihrer Kinder, vier Neffen oder acht Cousins rettet, da ein Kind 50 %, ein Neffe 25 % und ein Cousin 12,5 % der Gene mit ihr gemeinsam hat.

## Verwandtenselektion bei eusozialen Hautflüglern
Ein besonderes Problem der Evolutionstheorie ist die Entstehung von Insektenstaaten mit einer Kaste sich selbst nicht mehr fortpflanzender Helfer („Arbeiter“). Diese „hoch eusozialen“ Insekten machen nur wenige Prozent der Arten, aber einen großen Anteil der Individuen weltweit aus, sind also sehr erfolgreich. Die Theorie der Verwandtenselektion bietet eine elegante Möglichkeit, zu erklären, warum Eusozialität in der Ordnung der Hautflügler besonders häufig auftritt, eusoziale, staatenbildende Hautflügler sind etwa alle Ameisen, viele Bienen (wie die Honigbiene) und Faltenwespen (wie die Echten Wespen und Feldwespen). Bei allen Hautflüglern wird das Geschlecht des Nachwuchses über Haplodiploidie bestimmt, das bedeutet, dass aus befruchteten Eiern immer Weibchen hervorgehen, aus unbefruchteten immer Männchen (Arrhenotokie). Das hat zur Folge, dass der Verwandtschaftsgrad r vom Geschlecht des Nachwuchses abhängt. Bei Monogamie haben alle Töchter das väterliche Erbgut zu hundert Prozent gemeinsam, das mütterliche zu fünfzig Prozent, der Verwandtschaftsgrad ist 0,75 (drei Viertel). Der Verwandtschaftsgrad ihrer eigenen Nachkommen ist hingegen, wie bei geschlechtlicher Fortpflanzung normal, 0,5 (die andere Hälfte stammt vom Vater der Nachkommen). Da Weibchen mit ihren Schwestern also näher verwandt sind als mit ihrem eigenen Nachwuchs, besäßen sie eine genetische Präadaption zur Sozialität, sie seien also leicht geneigt, eher die Anzahl ihrer Schwestern zu erhöhen als eigene Töchter zu produzieren, wodurch sich eusoziale Staaten leichter bilden könnten.
Wie allerdings bereits Hamilton selbst darlegte, ist diese Vorhersage an zahlreiche Bedingungen gebunden und kann bestenfalls eine Tendenz wiedergeben, schließlich sind die meisten Insekten mit haplodiploider Geschlechtsbestimmung nicht eusozial und die, ebenfalls eusozialen, Termiten besitzen keine haplodiploide Geschlechtsbestimmung. Dennoch wurde dieses Beispiel, in oft vergröberter und vereinfachter Form, als besonders schlagendes Argument für die Verwandtenselektion verwendet.
Die tatsächlichen Verhältnisse sind allerdings viel verwickelter. Trivers und Hare zeigten 1976 in einer einflussreichen Arbeit, dass der Mechanismus dazu führen kann, dass die Geschlechterverteilung zugunsten der Weibchen verschoben würde. Dies hätte zur Folge, dass der relative Fortpflanzungserfolg der Männchen ansteigen würde, wodurch über eine entgegengesetzte Selektion der Mechanismus zunichtegemacht wird. Spätere Forschungen zeigten, dass er dann funktionieren kann, wenn sich zumindest so lange, bis Eusozialität fest etabliert ist, Kolonien mit unterschiedlicher Spezialisierung auf männlichen und weiblichen Nachwuchs ausbilden („split sex ratio“), zudem funktioniert er nur bei monogamer Fortpflanzung. Aufgrund der zahlreichen Einschränkungen waren viele Forscher geneigt, der Haplodiploidie, wenn überhaupt, nur eine geringe Rolle bei der Evolution eusozialen Verhaltens zuzuschreiben. Neuere Überlegungen zeigen allerdings, dass sie als einer von zahlreichen Faktoren durchaus dazu beigetragen haben kann. Der von Trivers und Hare beschriebene Mechanismus verhindert dies auch nur dann, wenn die Population nicht im Gleichgewicht ist.
Sobald eusoziale Insektenstaaten mit sterilen Arbeiterinnen einmal evolviert sind, können sich auch die Verhältnisse ändern, die für ihre Entstehung grundlegend waren. So ist, dem Modell zufolge, Evolution von Eusozialität über haplodiploide Geschlechtsbestimmung nur dann möglich, wenn sich die (zukünftigen) Königinnen nur einmal paaren, also monogam sind. Dies war in der Tat, soweit bekannt, der Ausgangszustand bei den Hautflüglern. Sekundär haben sich bei vielen Gruppen, etwa den Honigbienen und einigen Ameisen, daraus wieder polygame Paarungsweisen evolviert. Bei der Honigbiene sind dadurch zum Beispiel die Arbeiterinnen nicht zwingend näher miteinander verwandt als mit der Königin (oder mit, hier rein hypothetischem, eigenen Nachwuchs). Auch in solchen Fällen ist die Theorie der Verwandtenselektion nach wie vor ein wertvolles Werkzeug. So kann sie verwendet werden, um Konflikte zwischen Königin und Arbeiterinnen, etwa über das Geschlecht des Nachwuchses, zu erklären.

## Gruppenstruktur
Die Verwandtenselektion macht auch Aussagen zu Gruppenstruktur von Populationen. Wann bildet sich eine ungleiche Rangordnung heraus, bei der sich nur die Ranghöchsten fortpflanzen? Um seine Gesamtfitness zu maximieren, sollte das Individuum je nach den Umweltbedingungen den Schwerpunkt auf die Erhöhung der direkten Fitness oder die Erhöhung der indirekten Fitness legen.
Sind die Umweltbedingungen günstig und der mögliche Fortpflanzungserfolg groß, dann sollte ein Individuum abwandern und seine Gene durch eigene Nachkommen verbreiten. Die Hierarchieunterschiede innerhalb einer Gruppe sind dann gering.
Sind die Umweltbedingungen ungünstig und der mögliche Fortpflanzungserfolg gering, dann sollte das Individuum zu Hause bleiben. Es bilden sich dann hierarchische Gruppenstrukturen mit starker Rangordnung heraus.

## Kritik
Der US-amerikanische Insektenkundler und Soziobiologe Edward O. Wilson, der die Bezeichnung Soziobiologie einführte, ist inzwischen von der Gesamtfitness-Theorie und der Verwandtenselektion als Grundlage der Soziobiologie abgerückt, 2012 kritisiert er diesen Ansatz sogar als unwissenschaftlich. 2013 sagt er über diese Grundlage der Soziobiologie:

„Das alte Paradigma der sozialen Evolution, das nach vier Jahrzehnten fast schon Heiligenstatus genießt, ist damit gescheitert. Seine Argumentation von der Verwandtenselektion als Prozess über Hamiltons Ungleichung als Bedingung für Kooperation bis zur Gesamtfitness als darwinschem Status der Koloniemitglieder funktioniert nicht. Wenn es bei Tieren überhaupt zur Verwandtenselektion kommt, dann nur bei einer schwachen Form der Selektion, die ausschließlich unter leicht verletzbaren Sonderbedingungen auftritt. Als Gegenstand einer allgemeinen Theorie ist die Gesamtfitness ein trügerisches mathematisches Konstrukt; unter keinen Umständen lässt es sich so fassen, dass es wirkliche biologische Bedeutung erhält. Auch für den Nachvollzug der Evolutionsdynamik genetisch bedingter sozialer Systeme ist es unbrauchbar.“

Wilsons Kritik an der Gesamtfitness-Theorie wurde von zahlreichen Wissenschaftlern in diversen Aufsätzen widersprochen, so bereits in der Fachzeitschrift Nature 2011 von P. Abbot, J. J. Boomsma u. a., J. E. Strassmann u. a., R. Ferriere und R. E. Michod, sowie von E. A. Herre und W. T. Wcislo.

## Konkurrierende und weiterführende Konzepte
- Gruppenselektion, von Vero Wynne-Edwards (1962)
- Reziproker Altruismus (wechselseitige Selbstlosigkeit) und Tit for Tat (Spieltheorie), von Robert Trivers
- Optimal-Skew-Theorie, von Laurent Keller und H. Kern Reeve

Eine mathematisch elegante Synthese der Verwandtenselektion (oder allgemeiner der individuellen Selektion unter Berücksichtigung genetischer Verwandtschaften) und der Gruppenselektion stellt die Price-Gleichung dar, in der Individual- wie auch Gruppenselektion berücksichtigt werden.